# Нерли, Франческо
Франческо Нерли младший (итал. Francesco Nerli il Giovane; 12 или 13 июня 1636, Флоренция, Великое герцогство Тосканское — 8 апреля 1708, Рим, Папская область) — итальянский куриальный кардинал. Титулярный архиепископ Адрианополя Гемимонтского с 16 июня 1670 по 22 декабря 1670. Апостольский нунций в Польше с 27 июня по 22 декабря 1670. Архиепископ Флоренции с 22 декабря 1670 по 31 декабря 1682. Апостольский нунций во Франции с 20 апреля 1672 по 12 июня 1673. Государственный секретарь Святого Престола с августа 1673 по 22 июля 1676. Камерленго Священной Коллегии кардиналов с 10 января 1684 по 15 января 1685. Епископ Ассизи, с персональным титулом архиепископа, с 1 октября 1685 по 12 ноября 1689. Архипресвитер патриаршей Ватиканской базилики с 16 октября 1704. Кардинал-священник с 12 июня 1673, с титулом церкви Сан-Маттео-ин-Мерулана с 25 сентября 1673 по 17 ноября 1704. Кардинал-священник с титулом церкви Сан-Лоренцо-ин-Лучина с 17 ноября 1704 по 8 апреля 1708. Кардинал-протопресвитер с 17 ноября 1704 по 8 апреля 1708.

## Биография
Уроженец Флоренции Франческо Нерли сделал быструю карьеру в церкви, чему способствовал бывший архиепископ Флоренции и кардинал Франческо Нерли старший.
Избран титулярным архиепископом Адрианополя Гемимонтского 16 июня 1670 года, 27 июня был назначен апостольским нунцием в Польше, а 6 июля того же года в Риме был рукоположён в епископы. Помощник Папского трона с 13 июля 1670 года.
Избран архиепископом Флоренции 22 декабря 1670 года, а через несколько месяцев после своего назначения был отправлен папой Климентом X в качестве нунция в Вену, а затем, в 1673 году, в Париж. Кардинал на консистории от 12 июня 1673 года.
Исполнял обязанности кардинала-госсекретаря с августа 1673 до 22 июля 1676 года, оставаясь на посту архиепископа Флоренции. В 1674 году участвовал в первом из трех Синодов (в двух других — в 1678 и 1681 годах). Оставил место 31 декабря 1682 года, с 1 октября 1685 был избран архиепископом епархии Ассизи, оставаясь им до ноября 1689 года, когда подал в отставку. Был протоиереем базилики Святого Петра в 1704 году. Умер от инсульта и был похоронен в церкви Сан-Маттео в Риме.